# 我らが門の内にて
『我らが門の内にて』（われらがもんのうちにて、Within Our Gates）は、1920年公開のアメリカ合衆国のサイレント映画。監督はオスカー・ミショーで、ジム・クロウ法、クー・クラックス・クラン、アフリカ系アメリカ人の大移動、ニューニグロといった20世紀初頭のアメリカ合衆国における人種問題を描いた。人種映画と呼ばれるジャンルの一本。
アフリカ系アメリカ人監督によって作られた映画の中で現存する最古のものとして知られている。

## あらすじ
南部出身のアフリカ系アメリカ人女性シルヴィア・ランドリーは、北部のいとこアルマの家に滞在して、婚約者のコンラッドの帰りを待っている。しかし、コンラッドに横恋慕するアルマが策略を用い、二人の仲は破綻。シルヴィアは南部に戻る。
シルヴィアは南部でジェイコブズ兄妹が運営する黒人のための学校の手伝いをする。しかし、資金難で閉鎖の危機。シルヴィアは資金を集めるため、北部のボストンへ行く。
ボストンに着いた早々、シルヴィアは黒人の泥棒に財布を盗まれる。しかし、黒人医師のヴィヴィアンが財布を取り戻してくれる。
資金集めをしていたシルヴィアは、子供を助けようとして車に轢かれてしまう。車に乗っていたのは慈善家の白人ワーウィック夫人。かねてより人種問題に関心があり、5000ドルの寄付を検討する。南部からボストンに遊びに来ていたジェラルディンに相談するが、ジェラルディンは黒人に学問は要らない、学校に寄付するくらいならインチキ黒人説教師のオールド・ネッドに100ドルくれてやったほうがマシと言う。しかし、ワーウィック夫人は熟考の末、寄付を決める。
シルヴィアは南部に戻り、学校で教師をする。そこにアルマの義理の兄ラリーが現れる。ラリーは黒人ギャンブラー殺しの罪で北部から逃げてきた。金が欲しいラリーはシルヴィアに、過去の秘密をばらされたくなければ学校から金を盗んでこいと脅迫する。シルヴィアにそんなことができるわけがなく、夜に紛れて北部に逃げ出す。
ラリーも北部に戻るが、強盗をやっている最中に撃たれる。それを治療したのはヴィヴィアン医師だった。ヴィヴィアン医師はアルマからシルヴィアの過去の秘密を聞かされる。
シルヴィアは南部で両親、弟と貧しいながらも楽しく暮らしていた。ところがある日、父ジャスパーが地主のガードルストーンの元を訪れると理由もなく責められた。いたずら好きの黒人執事エフレムがあることないこと言ったせいだった。ちょうど、黒人嫌いの白人が窓の外から銃でジャスパーを狙っていた。しかし、ジャスパーが地主と揉み合いになり、地主が撃たれて死んでしまった。エフレムはジャスパーが地主を殺したと言いふらした。一家は沼地に逃げ、白人たちは男も女も銃を持って捜索した。
両親と弟が見つかった。弟エミルはからくも逃げたが、両親はリンチにかけられた。首を吊るされたうえ、死体を焼かれた。
シルヴィアは潜伏していた家で地主の兄弟アーマンドに見つかり、レイプされかけた。しかし胸の傷跡を見て、アーマンドはシルヴィアが養女に出した自分の娘であることに気づいた。その後、シルヴィアに教育を受けさせた。
話を聞いたヴィヴィアン医師は、シルヴィアと再会。アフリカ系アメリカ人の戦争での国への貢献を忘れず、この国で誇り高く生きていこうと説得し、二人は結婚する。

## キャスト
- シルヴィア・ランドリー：エヴリン・プリアー（英語版）
- アルマ・プリチャード：フロイ・クレメンツ（英語版）[1]
- コンラッド：ジェームズ・Ｄ・ラフィン
- ラリー・プリチャード：ジャック・シェノート
- ジェントリー刑事：ウィリアム・スミス
- ヴィヴィアン医師：チャールズ・Ｄ・ルーカス
- ジェラルディン：バーニス・ラッド
- ワーウィック夫人：ミセス・エヴリン
- ジャスパー・ランドリー：ウィリアム・スターク
- フィリップ・ガードルストーン：ラルフ・ジョンソン
- エフレム：Ｇ・テイタム
- エミル：グラント・エドワーズ
- アーマンド・ガードルストーン：グラント・ゴーマン

## 制作の背景
多くの批評家は、この映画は5年前に公開されたD・W・グリフィス監督の『國民の創生』に対するミショー監督の返答であるととらえている。（『國民の創生』ではクー・クラックス・クランが好意的に描かれている）。
公開の前年にも、シカゴで多数の黒人が白人暴徒に殺され、あるいは住む家を焼かれるという1919年シカゴ人種暴動が起きている。
この映画は40本以上あるミショー監督作品の第2作にあたる。予算が限られ、衣装や小道具は借り物で済ませ、撮り直しも出来なかった。
フィルムは何十年もの間、現存しないと思われていたが、1970年代になってスペインで発見された。『La Negra（黒人女性）』という題名だった。ただし、いくつかのシーンが失われていた。1920年代にスペインに配給された時、元々の英語のインタータイトルは4つだけが残り、他はスペイン語のものに置き換えられた。
1993年、アメリカ議会図書館の映画保存センターは可能な限りオリジナルに近い復元を行った。スペイン語のインタータイトルはスコット・シモンが、ミショーの小説や、ミショーの映画で唯一オリジナルのインタータイトルが残っている『ボディ・アンド・ソウル』を参考にして、英語に翻訳し直した。欠落しているシーンは内容を要約した。

## 反応

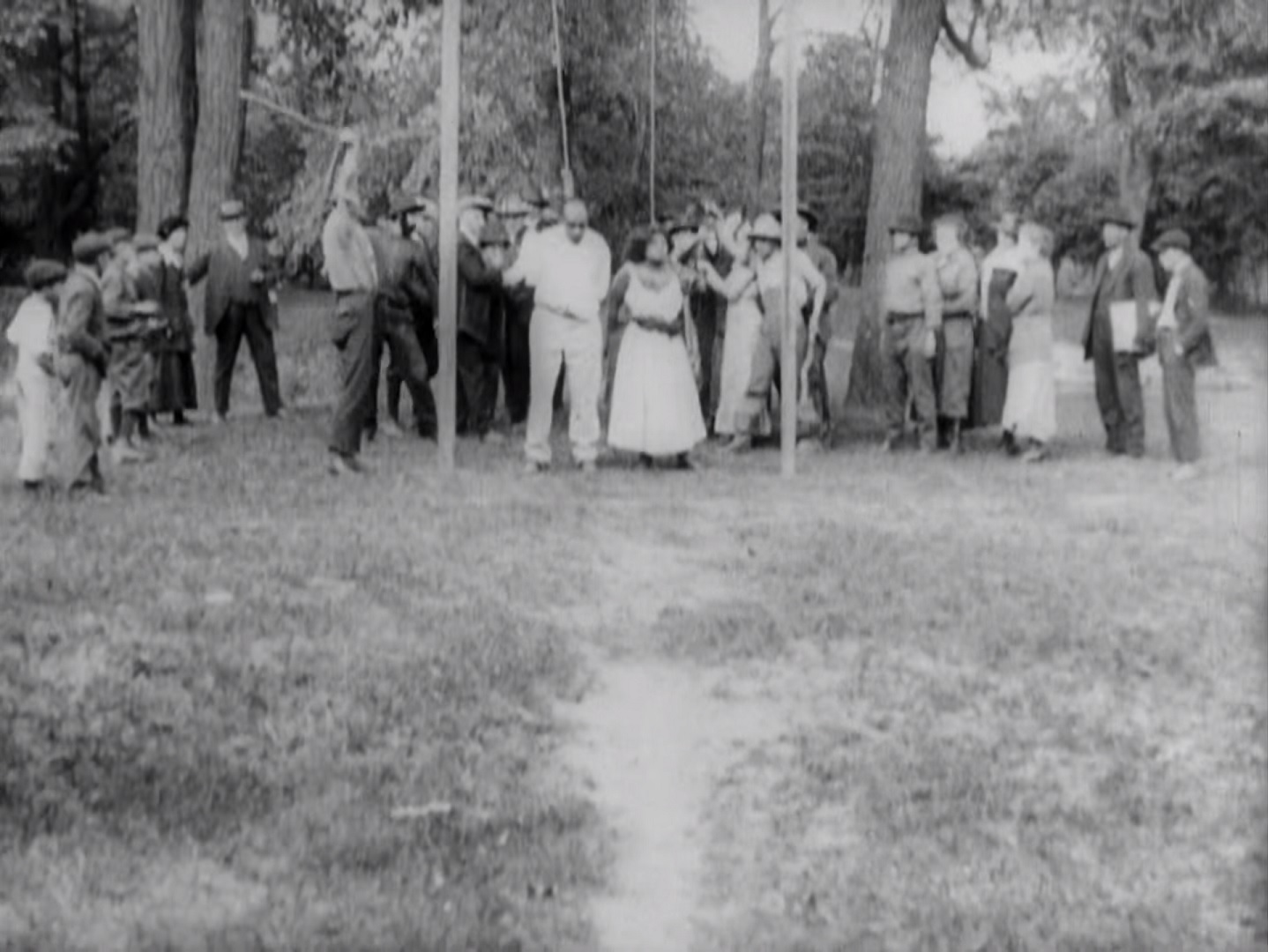
ヒロインの両親がリンチされる場面

1919年12月、ミショーはこの映画の上映をシカゴの検閲委員会に請願した。1920年1月17日、アフリカ系アメリカ人新聞『シカゴ・ディフェンダー』紙は検閲委員会が許可しなかったと報じた。その一週間後にはこうも報じた。
昨年7月のシカゴ暴動を目撃した数人がこの映画はとてつもなく危険だと主張した。一方で、あの時に為された不法行為、リンチなどを知る人たちは教訓として公開すべき時であると訴えた
問題となったのはリンチとレイプ未遂のシーンだった。オマハ（ここでも人種暴動が起きた）、ニューオーリンズなど他の都市でも同じ理由から、上映禁止か、あるいは問題のシーンのカットを要求された。
論争を経て、1920年にシカゴで公開されると多くの観客を集めた。ただしそれはカットされたものだった。
1992年、アメリカ議会図書館は「文化的、歴史的、審美的に重要」なものとして『我らが門の内にて』をアメリカ国立フィルム登録簿に保存した。

## テーマ
ミショーがこの映画で描いているのは、人種問題、黒人の教育、南部の労働者、女性の権利、そしてニューニグロである。
話が北部と南部で行ったり来たりするのは『國民の創生』と似ていると同時に、この時代のアフリカ系アメリカ人の大移動を表現している。グリフィスは黒人を否定することでリコンストラクションの遺産を台無しにしてしまったが、ミショーは北部と南部の知的な黒人の幸せな結婚で映画を締めくくっている。また、軍隊内でも黒人に対する差別は存在したものの、アフリカ系アメリカ人が戦争を通じてアメリカという国家に貢献したことを強調し、国がひとつになることを象徴的に描いている。